# Selección de fútbol de Angola
La selección de fútbol de Angola es el equipo representativo del país en las competiciones oficiales. Es dirigida por la Federação Angolana de Futebol, perteneciente a la Confederación Africana de Fútbol.
Angola ha tenido una participación modesta en los torneos internacionales, clasificando en dos oportunidades a la Copa Africana de Naciones. Sin embargo, provocó revuelo mundial su campaña en las clasificatorias para la Copa Mundial de Fútbol de 2006, donde superó a una de las favoritas, Nigeria. Así, el 8 de octubre de 2005, Angola clasificó por primera vez a la Copa Mundial, causando tanta euforia en su población, que ese día fue declarado feriado nacional. 
Con tan solo 2 goles recibidos en su única participación en el mundial, es la selección con menos goles recibidos en la historia de los mundiales.

## Historia

### Copas Mundiales de Fútbol

#### Eliminatorias rumbo a México 1986
Tendría su primer eliminatoria en julio de 1984, para las eliminatorias rumbo a la Copa Mundial de Fútbol de 1986, realizada en México. 
El equipo se enfrentaría en primera ronda frente a Senegal. El primer partido se dio en Luanda, capital de Angola, donde Las palancas negras vencerían por 1-0. En la vuelta, en Dakar, capital de Senegal, ganaría el local, también por 1-0. Al tener la misma cantidad de goles en los goles como visitante, y quedar con los mismos goles en la prórroga, irían a los penaltis, donde Angola ganaría por 4-3.
En la segunda ronda se enfrentaba a Argelia, que en la década de 1980 jugó los Juegos Olímpicos de Moscú de 1980, y que había sido subcampeona en la Copa Africana de 1980. En la ida, el partido terminaría 0-0 en tierra angoleña. En el partido de vuelta, celebrado en Argel, el conjunto árabe ganaría por 3-2, eliminando a Angola en su primer eliminatoria.

#### Eliminatorias rumbo a Italia 1990
Volvería a jugar unas eliminatorias en 1988, en primera ronda frente a Sudán, selección ganadora de la Copa Africana en 1970. En la ida en Angola, empatarían a 0, y en la vuelta en Jartum, Angola vencería por 1-2, clasificándose a la segunda ronda.
Se encuadraría en el grupo C junto a las selecciones de Camerún, Gabón y Nigeria. En la primera fecha, lograría un gran empate contra la poderosa Camerún. Volvería a empatar le jornada siguiente frente a Nigeria, esta vez 2-2. Su primera victoria en el grupo fue frente a Gabón por 2-0, aunque luego perdería los siguientes 3 partidos (con Camerún 1-2, con Nigeria 1-0 y con Gabón 1-0) quedando así, en tercer lugar con 4 puntos, volviendo a quedar afuera de las eliminatorias.

#### Eliminatorias rumbo a Estados Unidos 1994
En las eliminatorias al mundial de 1994 realizado en Estados Unidos, la selección angoleña comenzaría de nuevo en primera ronda, esta vez en fase de grupos, quedando en el grupo C junto a Egipto, Sierra Leona, Togo y Zimbabue. No clasificaría a la ronda final, debido a que logró 4 puntos, producto de 1 victoria, 2 empates y 2 derrotas, quedando en tercer lugar. Esta sería la primera vez que la selección de Angola queda afuera de las eliminatorias en primera ronda.

#### Eliminatorias rumbo a Francia 1998
Angola jugaría en primera ronda frente a Uganda. El global tendría un contundente 5-1 a favor de Angola, pasando a segunda ronda.
Jugaría en el grupo 4 junto a Camerún, Togo y Zimbabue (todos rivales en anteriores eliminatorias. Los últimos 2 en la última eliminatoria). Comenzaría con una victoria 2-1 frente a Zimbabue en la primera fecha y un empate 1-1 contra Camerún. Volvería a la victoria con un 3-1 ante Togo, pero empataría las siguientes 3 jornadas. A pesar de no recibir derrotas, quedó segunda con 10 puntos, detrás de Camerún, quedando afuera del mundial de 1998 por cuarta vez consecutiva.

#### Eliminatorias rumbo a Corea-Japón 2002
Angola volvería a competir en las eliminatorias en el año 2000, compitiendo en primera ronda. Su rival sería Suazilandia, que realizaba su segunda eliminatoria en su historia. En la ida en Suazilandia, Angola ganaría por 0-1, mientras que en la vuelta golearía por 7-1, siendo esta la máxima goleada en la historia de la selección de África del Sur.
Ya en segunda ronda, jugaría en el grupo A junto a la ya conocida por el seleccionado angoleño, Camerún, Libia, Togo (otra selección que ya jugó varias veces con Angola) y Zambia. Comenzaría con una victoria frente a Zambia por 2-1, pero perdería la jornada siguiente frente a Camerún por una goleada de 3-0. Volvería a la victoria frente a Libia con un 3-1, empataron la jornada siguiente frente a Togo, y lograrían una gran victoria por 2-0 frente a Camerún. En las últimas 2 jornadas, empataría frente a Libia y Togo. A pesar de cosechar una buena cantidad de puntos, volvería a quedar segunda con 13 puntos, 6 puntos debajo de la clasificada Camerún.

#### Eliminatorias rumbo a Alemania 2006
En estas eliminatorias, Angola se mediría en primera ronda frente a Chad. En la ida, Chad lograría una victoria por 3-1, pero en la vuelta, Angola vencería por 2-0. Por el gol de visitante, Angola pasaría a la segunda ronda.
En la segunda ronda, Angola jugaría en el grupo 4, contra Argelia, Gabón, selección de Nigeria, Ruanda y Zimbabue. Empataría en la primera jornada frente a Argelia 0-0, y a la jornada siguiente conseguiría una gran victoria frente a Nigeria, una de las selecciones más potentes del continente. Perdió una vez en el grupo (1-0 frente a Zimbabue), ganó seis partidos y empató tres. Así, clasificó a su primera Copa del Mundo.

##### Copa Mundial de Fútbol de 2006

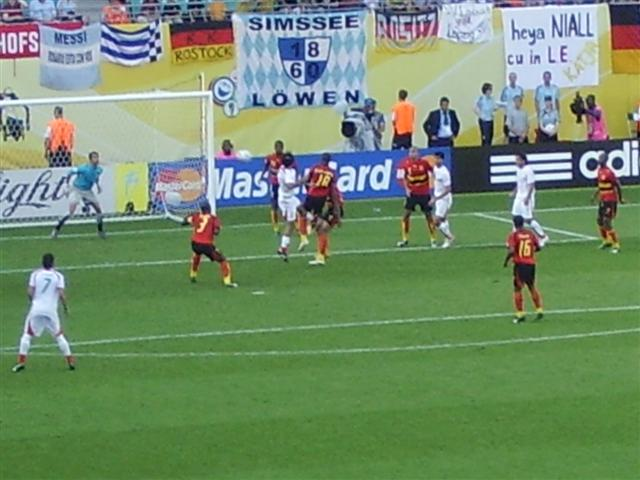
Angola e Irán durante un partido de la Copa Mundial de 2006.

En su primer mundial se encuadró en el grupo D, frente a las selecciones de Irán, México y Portugal. 
En el primer partido, se enfrentó a la selección de Portugal, pero perdió por 0-1 con gol de Pedro Pauleta a los 4 minutos. 
| 11 de junio de 2006, 21:00 | Angola | 0:1 (0:1) | Portugal      | Est. de la Copa Mundial, Colonia                            |                                                             |
|                            |        | Reporte   | P. Pauleta 4' | Asistencia: 45.000 espectadores Árbitro(s): Jorge Larrionda | Asistencia: 45.000 espectadores Árbitro(s): Jorge Larrionda |

En la segunda jornada, lograría un buen empate frente a México por 0-0.
| 16 de junio de 2006, 21:00 | México | 0:0     | Angola | Est. de la Copa Mundial, Hanóver                           |                                                            |
|                            |        | Reporte |        | Asistencia: 43.000 espectadores Árbitro(s): Shamsul Maidin | Asistencia: 43.000 espectadores Árbitro(s): Shamsul Maidin |

Finalizando la fase de grupos, empataría a 1 contra Irán. El primer gol en la historia de Angola en mundiales fue convertido por Flávio.
| 21 de junio de 2006, 16:00                               | Irán                  | 1:1 (0:0) | Angola     | Zentralstadion, Leipzig                                 |                                                         |
|                                                          | S. Bakhtiarizadeh 75' | Reporte   | Flávio 60' | Asistencia: 38.000 espectadores Árbitro(s): Mark Shield | Asistencia: 38.000 espectadores Árbitro(s): Mark Shield |
| Flávio Amado anotó el primer gol de Angola en Mundiales. |                       |           |            |                                                         |                                                         |

Así, en su primer mundial, Angola terminaría tercera con 2 puntos, quedando eliminado en la fase de grupos.

#### Eliminatorias rumbo a Sudáfrica 2010
Luego de tener su primer mundial, Angola era uno de los favoritos para clasificar al mundial en Sudáfrica. En la primera fase, se encuadró en el grupo 3 con las selecciones de Benín, Níger y Uganda. Conseguiría 2 victorias en las primeras 2 jornadas, frente a Benín y Uganda. Luego lograría solo 1 punto de 9 posibles (perdió 3-1 frente a Uganda, empató 0-0 con Uganda otra vez y perdió 3-2 con Benín). Al final ganaría 3-1 contra Níger. Con estos resultados, Angola quedaría segunda con 10 puntos, siendo eliminada en la primera fase por segunda vez, y siendo una decepción para muchos, luego de haber conseguido clasificar al mundial de 2006.

#### Eliminatorias rumbo a Brasil 2014
Angola jugaría la segunda fase en el grupo J junto a Liberia, Senegal y Uganda. Empataría los primeros 4 partidos frente a Uganda (1-1), Liberia (0-0) y Senegal en dos ocasiones (las dos veces por 1-1). Cortaría la racha de partidos empatados en la derrota por 2-1 frente a Uganda y finalizaría la fase de grupos con una victoria por 3-0 a Liberia por la alineación de un jugador inelegible para Liberia. Así, Angola quedó tercera con 7 puntos, siendo otra vez eliminada en eliminatorias.

#### Eliminatorias rumbo a Rusia 2018
Angola volvió a clasificar directamente a la segunda ronda de las eliminatorias. Esta vez su rival sería Sudáfrica. En la ida, Sudáfrica ganaría de visitante por 1-3, mientras que en la vuelta volvería a ganar, esta vez por 1-0 con un fantástico gol de Migue Llave.

## Uniforme

### Titular
| 2006 |  | 2019 - 2020 | 2024 |

### Alternativor
| 2006 |  | 2019 - 2020 | 2024 |

### Tercero
| 2019 - 2020 | 2024 |

## Últimos partidos y próximos encuentros
Actualizado al último partido jugado el 14 de agosto de 2025
| Fecha      | Ciudad       | Local     | Resultado | Visitante           | Competición                            |
| ---------- | ------------ | --------- | --------- | ------------------- | -------------------------------------- |
| 05-09-2024 | Kumasi       | Ghana     | 0:1       | Angola              | Clas. Copa Africana de Naciones 2025   |
| 09-09-2024 | Talatona     | Angola    | 2:1       | Sudán               | Clas. Copa Africana de Naciones 2025   |
| 11-10-2024 | Talatona     | Angola    | 2:0       | Níger               | Clas. Copa Africana de Naciones 2025   |
| 15-10-2024 | Casablanca   | Níger     | 0:1       | Angola              | Clas. Copa Africana de Naciones 2025   |
| 15-11-2024 | Talatona     | Angola    | 1:1       | Ghana               | Clas. Copa Africana de Naciones 2025   |
| 18-11-2024 | Bengasi      | Sudán     | 0:0       | Angola              | Clas. Copa Africana de Naciones 2025   |
| 21-12-2024 | Durban       | Lesoto    | 0:2       | Angola              | Clasificación Campeonato Africano 2025 |
| 28-12-2024 | Luanda       | Angola    | 0:1       | Lesoto              | Clasificación Campeonato Africano 2025 |
| 20-03-2025 | Bengasi      | Libia     | 1:1       | Angola              | Clasificación Copa Mundial 2026        |
| 25-03-2025 | Luanda       | Angola    | 1:2       | Cabo Verde          | Clasificación Copa Mundial 2026        |
| 05-06-2025 | Bloemfontein | Namibia   | 1:1       | Angola              | Copa COSAFA 2025                       |
| 08-06-2025 | Bloemfontein | Lesoto    | 0:4       | Angola              | Copa COSAFA 2025                       |
| 10-06-2025 | Bloemfontein | Angola    | 1:0       | Malaui              | Copa COSAFA 2025                       |
| 13-06-2025 | Bloemfontein | Angola    | 4:1       | Madagascar          | Copa COSAFA 2025                       |
| 15-06-2025 | Bloemfontein | Sudáfrica | 0:3       | Angola              | Copa COSAFA 2025                       |
| 03-08-2025 | Nairobi      | Marruecos | 2:0       | Angola              | Campeonato Africano 2025               |
| 07-08-2025 | Nairobi      | Kenia     | 1:1       | Angola              | Campeonato Africano 2025               |
| 10-08-2025 | Nairobi      | Zambia    | 1:2       | Angola              | Campeonato Africano 2025               |
| 14-08-2025 | Nairobi      | Angola    | 0:2       | Rep. Dem. del Congo | Campeonato Africano 2025               |

## Palmarés
- Copa COSAFA (5): 1999, 2001, 2004, 2024 y 2025.

## Jugadores

### Última convocatoria
| N.º | Nombre                                | Posición      | Edad    | PJ | Goles | Club                                |
| --- | ------------------------------------- | ------------- | ------- | -- | ----- | ----------------------------------- |
| 1   | Antonio Dominique                     | Portero       | 31 años | 0  | 0     | Étoile Carouge FC                   |
| 12  | Kadú (Angolan footballer)             | Portero       | 30 años | 0  | 0     | FC Oliveira do Hospital             |
| 22  | Neblú                                 | Portero       | 31 años | 0  | 0     | Clube Desportivo Primeiro de Agosto |
| 2   | Núrio Domingos Matias Fortuna         | Defensa       | 30 años | 14 | 1     | K. A. A. Gante                      |
| 3   | Jonathan Buatu                        | Defensa       | 31 años | 30 | 1     | Valenciennes Football Club          |
| 4   | Manuel Keliano                        | Defensa       | 22 años | 2  | 0     | Club Football Estrela da Amadora    |
| 5   | Joaquim Balanga                       | Defensa       | 27 años | 2  | 0     | Grupo Desportivo Interclube         |
| 6   | Kialonda Gaspar                       | Defensa       | 27 años | 21 | 1     | Club Football Estrela da Amadora    |
| 13  | Augusto Carneiro                      | Defensa       | 29 años | 16 | 0     | Petro de Luanda                     |
| 21  | Eddie Afonso                          | Defensa       | 31 años | 27 | 0     | Petro de Luanda                     |
| 8   | Beni Mukendi                          | Mediocampista | 23 años | 1  | 0     | Casa Pia Atlético Clube             |
| 14  | Loide Augusto                         | Mediocampista | 25 años | 2  | 1     | Alanyaspor                          |
| 17  | Bruno Paz                             | Mediocampista | 27 años | 8  | 0     | Konyaspor                           |
| 7   | Gilberto (futbolista, nacido en 2001) | Delantero     | 24 años | 10 | 3     | Petro de Luanda                     |
| 9   | Zini (footballer)                     | Delantero     | 23 años | 18 | 5     | AEK Atenas                          |
| 10  | Jacinto Muondo Dala                   | Delantero     | 29 años | 41 | 18    | Al-Wakrah Sport Club                |
| 11  | Felício Milson                        | Delantero     | 25 años | 3  | 1     | Maccabi Tel Aviv                    |
| 15  | Zito Luvumbo                          | Delantero     | 23 años | 16 | 0     | Cagliari Calcio                     |
| 16  | Alfredo Kulembe Ribeiro               | Delantero     | 35 años | 50 | 2     | Eyüpspor                            |

### Más partidos
Actualizado en junio de 2024
Los jugadores en negrita todavía están activos.
| #   | Jugador           | Partidos | Goles | Periodo   |
| --- | ----------------- | -------- | ----- | --------- |
| 1.  | Flávio            | 91       | 34    | 2000–2012 |
| 2.  | Gilberto          | 89       | 10    | 1999–2015 |
| 3.  | Love Cabungula    | 79       | 11    | 2001–2016 |
| 4.  | Akwá              | 78       | 39    | 1995–2006 |
| 5.  | Yamba Asha        | 77       | 1     | 2000–2009 |
| 6.  | Kali              | 73       | 0     | 2003–2011 |
| 7.  | André Macanga     | 70       | 2     | 1999–2012 |
| 7.  | Mateus            | 70       | 14    | 2006–2021 |
| 9.  | Job               | 64       | 7     | 2007–2018 |
| 10. | António João Neto | 59       | 1     | 1992–2001 |

### Máximos goleadores
| #   | Jugador        | Goles | Partidos | Promedio | Periodo       |
| --- | -------------- | ----- | -------- | -------- | ------------- |
| 1.  | Akwá           | 39    | 78       | 0.5      | 1995–2006     |
| 2.  | Flávio         | 34    | 91       | 0.37     | 2000–2012     |
| 3.  | Manucho        | 22    | 53       | 0.42     | 2006–2017     |
| 4.  | Gelson Dala    | 20    | 44       | 0.45     | 2015–presente |
| 5.  | Paulão         | 19    | 52       | 0.37     | 1993–2001     |
| 6.  | Jesus          | 18    | 48       | 0.38     | 1979–1990     |
| 7.  | Mateus         | 14    | 70       | 0.2      | 2006–2021     |
| 8.  | Love Cabungula | 11    | 79       | 0.14     | 2001–2016     |
| 9.  | Mabululu       | 10    | 30       | 0.33     | 2013–presente |
| 9.  | Gilberto       | 10    | 89       | 0.11     | 1999–2015     |
| 10. | Quinzinho      | 9     | 40       | 0.23     | 1994–2001     |
| 10. | Ndunguidi      | 9     | 44       | 0.2      | 1978–1991     |

## Entrenadores
- Józséf Szabó (1965–1966)[4]
- Lutero da Mota (1976–?)[5]
- Chico Ventura (1979)[6]
- Zlatko Škorić (1983)[7][8]
- Rúben Garcia (?–1988)[9]
- Antônio Clemente (1988–?)[9]
- Rúben Garcia (1989)[10]
- Nando Jordão (1990)[3]
- Carlos Queirós (1991)[3]
- Carlos Alhinho (1994–1996)[11]
- Necas (1998)[10]
- Carlos Alhinho (2000–agosto de 2000)[11]
- Oliveira Gonçalves (agosto de 2000–?)[12]
- Ismael Kurtz (abril de 2002–2003)[13][14][15]
- Oliveira Gonçalves (2003–octubre de 2008)[14][15][16]
- Mabi de Almeida (interino- 2008/2008–2009)[16][17]
- Manuel José (mayo de 2009–febrero de 2010)[18][19]
- Zeca Amaral (interino- febrero de 2010–2010)[20]
- Hervé Renard (abril de 2010–2010)[21][22]
- Zeca Amaral (interino- 2010–2011)[22][23]
- Lito Vidigal (enero de 2011–abril de 2012)[24][25]
- Romeu Filemon (interino- abril de 2012–2012)[26][27]
- Gustavo Ferrín (julio de 2012–octubre de 2013)[27][28]
- Romeu Filemon (febrero de 2014–diciembre de 2015)[29][30]
- José Kilamba y André Makanga (interinos- 2015)[30]
- Beto Bianchi (marzo de 2017–noviembre de 2017)[31][32]
- Srđan Vasiljević (diciembre de 2017–junio de 2019)[33][34][35]
- Pedro Gonçalves (interino- julio de 2019–noviembre de 2019/noviembre de 2019–noviembre de 2021)[35][36]
- Pedro Gonçalves (diciembre de 2021–presente)[2]

## Estadísticas

### Copa Mundial de Fútbol
| Copa Mundial de Fútbol | Copa Mundial de Fútbol  | Copa Mundial de Fútbol  | Copa Mundial de Fútbol  | Copa Mundial de Fútbol  | Copa Mundial de Fútbol  | Copa Mundial de Fútbol  | Copa Mundial de Fútbol  |
| Año                    | Ronda                   | J                       | G                       | E                       | P                       | GF                      | GC                      |
| ---------------------- | ----------------------- | ----------------------- | ----------------------- | ----------------------- | ----------------------- | ----------------------- | ----------------------- |
| 1930 - 1974            | No existía la selección | No existía la selección | No existía la selección | No existía la selección | No existía la selección | No existía la selección | No existía la selección |
| 1978 - 1982            | No participó            | No participó            | No participó            | No participó            | No participó            | No participó            | No participó            |
| 1986                   | No clasificó            | No clasificó            | No clasificó            | No clasificó            | No clasificó            | No clasificó            | No clasificó            |
| 1990                   | No clasificó            | No clasificó            | No clasificó            | No clasificó            | No clasificó            | No clasificó            | No clasificó            |
| 1994                   | No clasificó            | No clasificó            | No clasificó            | No clasificó            | No clasificó            | No clasificó            | No clasificó            |
| 1998                   | No clasificó            | No clasificó            | No clasificó            | No clasificó            | No clasificó            | No clasificó            | No clasificó            |
| 2002                   | No clasificó            | No clasificó            | No clasificó            | No clasificó            | No clasificó            | No clasificó            | No clasificó            |
| 2006                   | Fase de grupos          | 3                       | 0                       | 2                       | 1                       | 1                       | 2                       |
| 2010                   | No clasificó            | No clasificó            | No clasificó            | No clasificó            | No clasificó            | No clasificó            | No clasificó            |
| 2014                   | No clasificó            | No clasificó            | No clasificó            | No clasificó            | No clasificó            | No clasificó            | No clasificó            |
| 2018                   | No clasificó            | No clasificó            | No clasificó            | No clasificó            | No clasificó            | No clasificó            | No clasificó            |
| 2022                   | No clasificó            | No clasificó            | No clasificó            | No clasificó            | No clasificó            | No clasificó            | No clasificó            |
| 2026                   | Por disputarse          | Por disputarse          | Por disputarse          | Por disputarse          | Por disputarse          | Por disputarse          | Por disputarse          |
| 2030                   | Por disputarse          | Por disputarse          | Por disputarse          | Por disputarse          | Por disputarse          | Por disputarse          | Por disputarse          |
| 2034                   | Por disputarse          | Por disputarse          | Por disputarse          | Por disputarse          | Por disputarse          | Por disputarse          | Por disputarse          |
| Total                  | 1/22                    | 3                       | 0                       | 2                       | 1                       | 1                       | 2                       |

### Copa Africana de Naciones
| Copa Africana de Naciones | Copa Africana de Naciones | Copa Africana de Naciones | Copa Africana de Naciones | Copa Africana de Naciones | Copa Africana de Naciones | Copa Africana de Naciones | Copa Africana de Naciones |
| Año                       | Ronda                     | J                         | G                         | E                         | P                         | GF                        | GC                        |
| ------------------------- | ------------------------- | ------------------------- | ------------------------- | ------------------------- | ------------------------- | ------------------------- | ------------------------- |
| 1957 - 1974               | No existía la selección   | No existía la selección   | No existía la selección   | No existía la selección   | No existía la selección   | No existía la selección   | No existía la selección   |
| 1976 - 1980               | No participó              | No participó              | No participó              | No participó              | No participó              | No participó              | No participó              |
| 1982                      | No clasificó              | No clasificó              | No clasificó              | No clasificó              | No clasificó              | No clasificó              | No clasificó              |
| 1984                      | No clasificó              | No clasificó              | No clasificó              | No clasificó              | No clasificó              | No clasificó              | No clasificó              |
| 1986                      | No participó              | No participó              | No participó              | No participó              | No participó              | No participó              | No participó              |
| 1988                      | No clasificó              | No clasificó              | No clasificó              | No clasificó              | No clasificó              | No clasificó              | No clasificó              |
| 1990                      | No clasificó              | No clasificó              | No clasificó              | No clasificó              | No clasificó              | No clasificó              | No clasificó              |
| 1992                      | No clasificó              | No clasificó              | No clasificó              | No clasificó              | No clasificó              | No clasificó              | No clasificó              |
| 1994                      | No participó              | No participó              | No participó              | No participó              | No participó              | No participó              | No participó              |
| 1996                      | Fase de grupos            | 3                         | 0                         | 1                         | 2                         | 4                         | 6                         |
| 1998                      | Fase de grupos            | 3                         | 0                         | 2                         | 1                         | 5                         | 8                         |
| 2000                      | No clasificó              | No clasificó              | No clasificó              | No clasificó              | No clasificó              | No clasificó              | No clasificó              |
| 2002                      | No clasificó              | No clasificó              | No clasificó              | No clasificó              | No clasificó              | No clasificó              | No clasificó              |
| 2004                      | No clasificó              | No clasificó              | No clasificó              | No clasificó              | No clasificó              | No clasificó              | No clasificó              |
| 2006                      | Fase de grupos            | 3                         | 1                         | 1                         | 1                         | 4                         | 5                         |
| 2008                      | Cuartos de final          | 4                         | 1                         | 2                         | 1                         | 5                         | 4                         |
| 2010                      | Cuartos de final          | 4                         | 1                         | 2                         | 1                         | 6                         | 5                         |
| 2012                      | Fase de grupos            | 3                         | 1                         | 1                         | 1                         | 4                         | 5                         |
| 2013                      | Fase de grupos            | 3                         | 0                         | 1                         | 2                         | 1                         | 4                         |
| 2015                      | No clasificó              | No clasificó              | No clasificó              | No clasificó              | No clasificó              | No clasificó              | No clasificó              |
| 2017                      | No clasificó              | No clasificó              | No clasificó              | No clasificó              | No clasificó              | No clasificó              | No clasificó              |
| 2019                      | Fase de grupos            | 3                         | 0                         | 2                         | 1                         | 1                         | 2                         |
| 2021                      | No clasificó              | No clasificó              | No clasificó              | No clasificó              | No clasificó              | No clasificó              | No clasificó              |
| 2023                      | Cuartos de final          | 5                         | 3                         | 1                         | 1                         | 9                         | 4                         |
| 2025                      | Clasificado               | Clasificado               | Clasificado               | Clasificado               | Clasificado               | Clasificado               | Clasificado               |
| 2027                      | Por definir               | Por definir               | Por definir               | Por definir               | Por definir               | Por definir               | Por definir               |
| Total                     | 10/35                     | 31                        | 7                         | 13                        | 11                        | 39                        | 43                        |

## Selección Local

### Campeonato Africano de Naciones
| Campeonato Africano de Naciones | Campeonato Africano de Naciones | Campeonato Africano de Naciones | Campeonato Africano de Naciones | Campeonato Africano de Naciones | Campeonato Africano de Naciones | Campeonato Africano de Naciones | Campeonato Africano de Naciones |
| Año                             | Ronda                           | J                               | G                               | E                               | P                               | GF                              | GC                              |
| ------------------------------- | ------------------------------- | ------------------------------- | ------------------------------- | ------------------------------- | ------------------------------- | ------------------------------- | ------------------------------- |
| 2009                            | No clasificó                    | No clasificó                    | No clasificó                    | No clasificó                    | No clasificó                    | No clasificó                    | No clasificó                    |
| 2011                            | Subcampeón                      | 6                               | 1                               | 4                               | 1                               | 4                               | 6                               |
| 2014                            | No clasificó                    | No clasificó                    | No clasificó                    | No clasificó                    | No clasificó                    | No clasificó                    | No clasificó                    |
| 2016                            | Fase de grupos                  | 3                               | 1                               | 0                               | 2                               | 4                               | 6                               |
| 2018                            | Cuartos de final                | 4                               | 1                               | 2                               | 1                               | 2                               | 2                               |
| 2021                            | No clasificó                    | No clasificó                    | No clasificó                    | No clasificó                    | No clasificó                    | No clasificó                    | No clasificó                    |
| 2023                            | Fase de grupos                  | 2                               | 0                               | 2                               | 0                               | 3                               | 3                               |
| 2025                            | Fase de grupos                  | 4                               | 1                               | 1                               | 2                               | 3                               | 6                               |
| Total                           | 5/8                             | 19                              | 4                               | 9                               | 6                               | 16                              | 23                              |

### Copa COSAFA
| Copa COSAFA | Copa COSAFA                       | Copa COSAFA                       | Copa COSAFA                       | Copa COSAFA                       | Copa COSAFA                       | Copa COSAFA                       | Copa COSAFA                       |
| Año         | Ronda                             | J                                 | G                                 | E                                 | P                                 | GF                                | GC                                |
| ----------- | --------------------------------- | --------------------------------- | --------------------------------- | --------------------------------- | --------------------------------- | --------------------------------- | --------------------------------- |
| 1997        | No participó                      | No participó                      | No participó                      | No participó                      | No participó                      | No participó                      | No participó                      |
| 1998        | Tercer lugar                      | 5                                 | 2                                 | 3                                 | 0                                 | 6                                 | 4                                 |
| 1999        | Campeón                           | 5                                 | 4                                 | 1                                 | 0                                 | 6                                 | 2                                 |
| 2000        | Semifinal                         | 2                                 | 0                                 | 1                                 | 1                                 | 1                                 | 2                                 |
| 2001        | Campeón                           | 4                                 | 2                                 | 2                                 | 0                                 | 3                                 | 1                                 |
| 2002        | Cuartos de final                  | 1                                 | 0                                 | 0                                 | 1                                 | 1                                 | 2                                 |
| 2003        | Primera ronda                     | 1                                 | 0                                 | 0                                 | 1                                 | 0                                 | 1                                 |
| 2004        | Campeón                           | 4                                 | 2                                 | 2                                 | 0                                 | 4                                 | 2                                 |
| 2005        | Semifinal                         | 1                                 | 0                                 | 0                                 | 1                                 | 1                                 | 2                                 |
| 2006        | Subcampeón                        | 4                                 | 3                                 | 0                                 | 1                                 | 10                                | 5                                 |
| 2007        | Fase de grupos                    | 2                                 | 1                                 | 1                                 | 0                                 | 2                                 | 0                                 |
| 2008        | Disputado con la selección sub-20 | Disputado con la selección sub-20 | Disputado con la selección sub-20 | Disputado con la selección sub-20 | Disputado con la selección sub-20 | Disputado con la selección sub-20 | Disputado con la selección sub-20 |
| 2009        | Disputado con la selección sub-20 | Disputado con la selección sub-20 | Disputado con la selección sub-20 | Disputado con la selección sub-20 | Disputado con la selección sub-20 | Disputado con la selección sub-20 | Disputado con la selección sub-20 |
| 2010        | Cancelado                         | Cancelado                         | Cancelado                         | Cancelado                         | Cancelado                         | Cancelado                         | Cancelado                         |
| 2013        | Sexto lugar                       | 3                                 | 1                                 | 1                                 | 1                                 | 4                                 | 4                                 |
| 2015        | No participó                      | No participó                      | No participó                      | No participó                      | No participó                      | No participó                      | No participó                      |
| 2016        | Fase de grupos                    | 3                                 | 0                                 | 0                                 | 3                                 | 0                                 | 7                                 |
| 2017        | Fase de grupos                    | 3                                 | 1                                 | 2                                 | 0                                 | 1                                 | 0                                 |
| 2018        | Fase de grupos                    | 3                                 | 1                                 | 1                                 | 1                                 | 2                                 | 2                                 |
| 2019        | Se retiró                         | Se retiró                         | Se retiró                         | Se retiró                         | Se retiró                         | Se retiró                         | Se retiró                         |
| 2020        | Cancelado                         | Cancelado                         | Cancelado                         | Cancelado                         | Cancelado                         | Cancelado                         | Cancelado                         |
| 2021        | No participó                      | No participó                      | No participó                      | No participó                      | No participó                      | No participó                      | No participó                      |
| 2022        | Fase de grupos                    | 3                                 | 2                                 | 0                                 | 1                                 | 6                                 | 2                                 |
| 2023        | Fase de grupos                    | 3                                 | 1                                 | 1                                 | 1                                 | 5                                 | 4                                 |
| 2024        | Campeón                           | 5                                 | 4                                 | 1                                 | 0                                 | 13                                | 4                                 |
| 2025        | Campeón                           | 5                                 | 4                                 | 1                                 | 0                                 | 13                                | 2                                 |
| Total       | 18/24                             | 57                                | 28                                | 17                                | 12                                | 78                                | 46                                |